# Їлань (селище, Хейлунцзян)
Їлань (кит. 依兰镇, пін. Yīlán Zhèn) — містечко у КНР, адміністративний центр однойменного повіту у складі міста Харбін.

## Географія
Їлань лежить на річці Сунгарі на захід від Маньчжуро-Корейських гір.

### Клімат
Містечко знаходиться у зоні, котра характеризується вологим континентальним кліматом з теплим літом. Найтепліший місяць — липень із середньою температурою 22.3 °C (72.1 °F). Найхолодніший місяць — січень, із середньою температурою -19.7 °С (-3.5 °F).
| Клімат Їланя            | Клімат Їланя | Клімат Їланя | Клімат Їланя | Клімат Їланя | Клімат Їланя | Клімат Їланя | Клімат Їланя | Клімат Їланя | Клімат Їланя | Клімат Їланя | Клімат Їланя | Клімат Їланя | Клімат Їланя |
| Показник                | Січ.         | Лют.         | Бер.         | Квіт.        | Трав.        | Черв.        | Лип.         | Серп.        | Вер.         | Жовт.        | Лист.        | Груд.        | Рік          |
| Середня температура, °C | −19,7        | −15,6        | −5,4         | 5,8          | 13,2         | 19           | 22,3         | 20,7         | 13,8         | 5            | −6,7         | −16,6        | 3            |
| Норма опадів, мм        | 4.2          | 5.3          | 9.4          | 23.4         | 51.2         | 85.5         | 136.8        | 131.2        | 65           | 32.4         | 11.4         | 7.3          | 563.1        |
| Днів з опадами          | 6,6          | 5,8          | 5,9          | 8            | 12,2         | 14,5         | 15,1         | 15,1         | 12,6         | 8,8          | 6,9          | 7,5          | 119          |
| Вологість повітря, %    | 70.8         | 67.9         | 60           | 52.4         | 54.1         | 67.7         | 76.6         | 78.1         | 72.2         | 63.1         | 67.4         | 73.6         | 67           |
| ----------------------- | ------------ | ------------ | ------------ | ------------ | ------------ | ------------ | ------------ | ------------ | ------------ | ------------ | ------------ | ------------ | ------------ |
| Джерело: Weatherbase    |              |              |              |              |              |              |              |              |              |              |              |              |              |